# Migny
Migny est une commune française située dans le département de l'Indre, en région Centre-Val de Loire. Les habitants se nomment les Magnaquois et Magnaquoises.

## Géographie

### Localisation
La commune est située dans le nord-est du département, à la limite avec le département du Cher. Elle est située dans la région naturelle de la Champagne berrichonne.
Les communes limitrophes sont : Poisieux (3 km), Sainte-Lizaigne (4 km), Diou (4 km), Saint-Georges-sur-Arnon (4 km) et Lazenay (5 km).
Les communes chefs-lieux et préfectorales sont : Issoudun (10 km), Châteauroux (37 km), La Châtre (50 km) et Le Blanc (88 km).

### Hameaux et lieux-dits
Les hameaux et lieux-dits de la commune sont : Lavau, la Plaine et Poncet.

### Géologie et hydrographie
La commune est classée en zone de sismicité 2, correspondant à une sismicité faible.
Le territoire communal est arrosé par les rivières Arnon et Théols.

### Climat
Pour des articles plus généraux, voir Climat du Centre-Val de Loire et Climat de l'Indre.
En 2010, le climat de la commune est de type climat océanique dégradé des plaines du Centre et du Nord, selon une étude du CNRS s'appuyant sur une série de données couvrant la période 1971-2000. En 2020, Météo-France publie une typologie des climats de la France métropolitaine dans laquelle la commune est exposée à un climat océanique altéré et est dans la région climatique Centre et contreforts nord du Massif Central, caractérisée par un air sec en été et un bon ensoleillement.
Pour la période 1971-2000, la température annuelle moyenne est de 11,5 °C, avec une amplitude thermique annuelle de 15,7 °C. Le cumul annuel moyen de précipitations est de 693 mm, avec 11 jours de précipitations en janvier et 6,8 jours en juillet. Pour la période 1991-2020, la température moyenne annuelle observée sur la station météorologique de Météo-France la plus proche, sur la commune de Quincy à 14 km à vol d'oiseau, est de 12,1 °C et le cumul annuel moyen de précipitations est de 735,0 mm,. Pour l'avenir, les paramètres climatiques de la commune estimés pour 2050 selon différents scénarios d'émission de gaz à effet de serre sont consultables sur un site dédié publié par Météo-France en novembre 2022.

### Voies de communication et transports
Le territoire communal est desservi par les routes départementales : 2, 9 et 34.
La ligne des Aubrais - Orléans à Montauban-Ville-Bourbon passe par le territoire communal, une gare desservait la commune. Les gares ferroviaires les plus proches sont les gares de Reuilly (8 km) et Issoudun (10 km), sur cette même ligne.
Migny est desservie par la ligne 2 du réseau TIGR.
L'aéroport le plus proche est l'aéroport de Châteauroux-Centre, à 38 km.

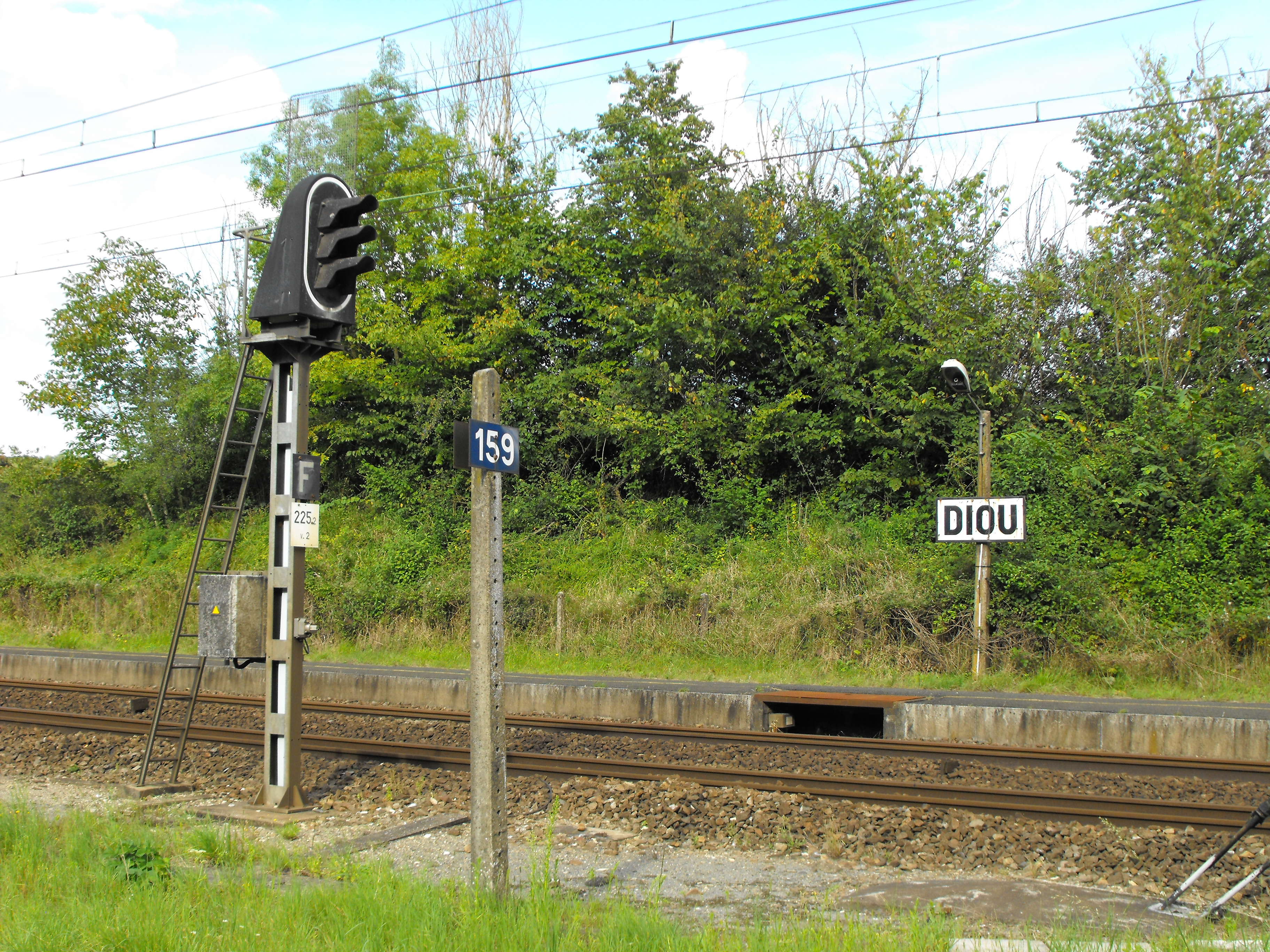
L'ancienne gare de Diou en 2014.

## Urbanisme

### Typologie
Au 1er janvier 2024, Migny est catégorisée commune rurale à habitat dispersé, selon la nouvelle grille communale de densité à sept niveaux définie par l'Insee en 2022.
Elle est située hors unité urbaine. Par ailleurs la commune fait partie de l'aire d'attraction d'Issoudun, dont elle est une commune de la couronne,. Cette aire, qui regroupe 20 communes, est catégorisée dans les aires de moins de 50 000 habitants,.

### Occupation des sols
L'occupation des sols de la commune, telle qu'elle ressort de la base de données européenne d’occupation biophysique des sols Corine Land Cover (CLC), est marquée par l'importance des territoires agricoles (93,5 % en 2018), en augmentation par rapport à 1990 (92,5 %). La répartition détaillée en 2018 est la suivante : 
terres arables (84,1 %), zones agricoles hétérogènes (9,4 %), forêts (6,5 %). L'évolution de l’occupation des sols de la commune et de ses infrastructures peut être observée sur les différentes représentations cartographiques du territoire : la carte de Cassini (XVIIIe siècle), la carte d'état-major (1820-1866) et les cartes ou photos aériennes de l'IGN pour la période actuelle (1950 à aujourd'hui).

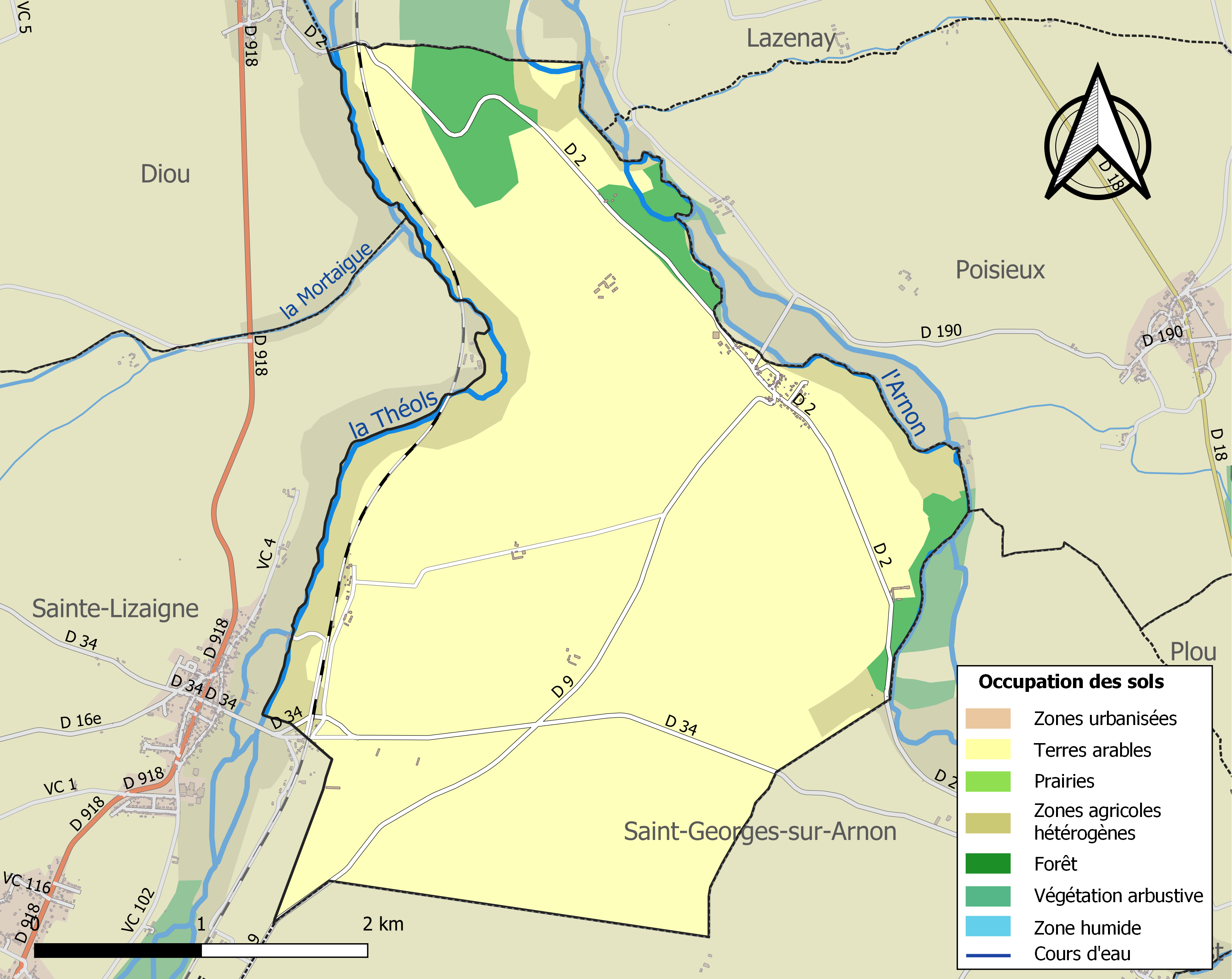
Carte des infrastructures et de l'occupation des sols de la commune en 2018 (CLC).

### Logement
Le tableau ci-dessous présente le détail du secteur des logements de la commune :
| Date du relevé                                              | 2013   |
| Nombre total de logements                                   | 56     |
| Résidences principales                                      | 83 %   |
| Résidences secondaires                                      | 4,3 %  |
| Logements vacants                                           | 12,8 % |
| Part des ménages propriétaires de leur résidence principale | 87,5 % |

### Risques majeurs
Le territoire de la commune de Migny est vulnérable à différents aléas naturels : météorologiques (tempête, orage, neige, grand froid, canicule ou sécheresse), inondations et séisme (sismicité faible). Un site publié par le BRGM permet d'évaluer simplement et rapidement les risques d'un bien localisé soit par son adresse soit par le numéro de sa parcelle.
Certaines parties du territoire communal sont susceptibles d’être affectées par le risque d’inondation par débordement de cours d'eau, notamment l'Arnon et la Théols. La commune a été reconnue en état de catastrophe naturelle au titre des dommages causés par les inondations et coulées de boue survenues en 1982, 1999, 2001 et 2016,.

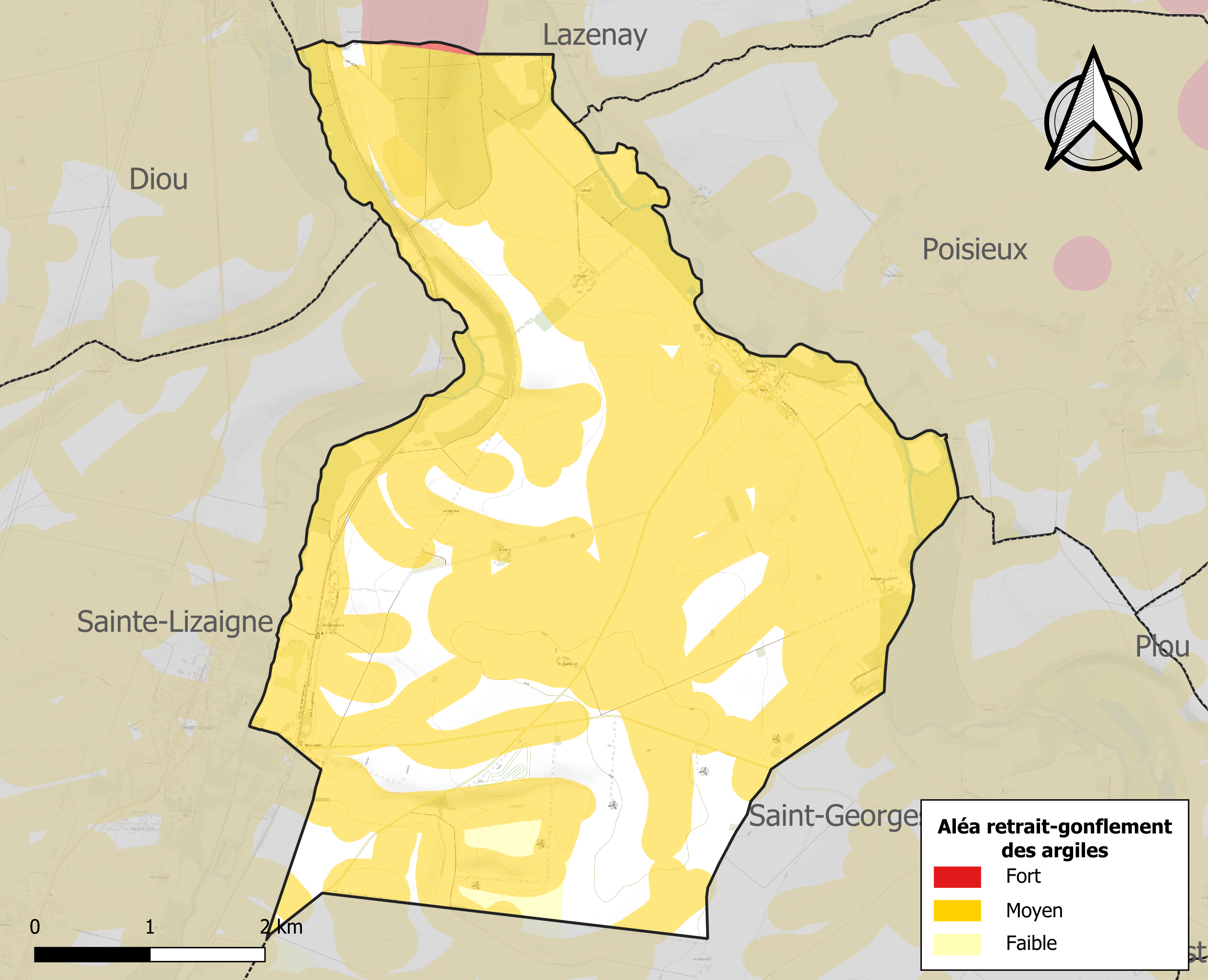
Carte des zones d'aléa retrait-gonflement des sols argileux de Migny.

Le retrait-gonflement des sols argileux est susceptible d'engendrer des dommages importants aux bâtiments en cas d’alternance de périodes de sécheresse et de pluie. 81,2 % de la superficie communale est en aléa moyen ou fort (84,7 % au niveau départemental et 48,5 % au niveau national). Sur les 62 bâtiments dénombrés sur la commune en 2019, 62 sont en aléa moyen ou fort, soit 100 %, à comparer aux 86 % au niveau départemental et 54 % au niveau national. Une cartographie de l'exposition du territoire national au retrait gonflement des sols argileux est disponible sur le site du BRGM,.
Concernant les mouvements de terrains, la commune a été reconnue en état de catastrophe naturelle au titre des dommages causés par la sécheresse en 2019 et par des mouvements de terrain en 1999.

## Toponymie
Le nom de la localité est attesté sous les formes Maigny au XIIIe siècle, Manhi en 1327, Meigniacus en 1351, de Meigniaco en 1648.

## Histoire
La communauté de Migny connut une crise démographique au début du XVIIIe siècle puisqu’elle passa de 28 feux en 1709 à 21 en 1726. L’hiver très rigoureux de 1709-1710, notamment, causa de nombreux décès ainsi que la grande canicule de 1719 (qui tua beaucoup par dysenterie).
La commune fut rattachée de 1973 à 2015 au canton d'Issoudun-Nord.

## Politique et administration
La commune dépend de l'arrondissement d'Issoudun, du canton d'Issoudun, de la deuxième circonscription de l'Indre et de la communauté de communes du Pays d'Issoudun.
| Période    | Période  | Identité          | Étiquette | Qualité  |
| ---------- | -------- | ----------------- | --------- | -------- |
| mars 1977, | 2020     | Bruno Perrin      | DVD       | Retraité |
| 2020       | En cours | Alexandra Darinot |           |          |

## Population et société

### Démographie
L'évolution du nombre d'habitants est connue à travers les recensements de la population effectués dans la commune depuis 1793. Pour les communes de moins de 10 000 habitants, une enquête de recensement portant sur toute la population est réalisée tous les cinq ans, les populations de référence des années intermédiaires étant quant à elles estimées par interpolation ou extrapolation. Pour la commune, le premier recensement exhaustif entrant dans le cadre du nouveau dispositif a été réalisé en 2005.

En 2022, la commune comptait 110 habitants, en évolution de −13,39 % par rapport à 2016 (Indre : −3 %, France hors Mayotte : +2,11 %).
| 1793 | 1800 | 1806 | 1821 | 1831 | 1836 | 1841 | 1846 | 1851 |
| ---- | ---- | ---- | ---- | ---- | ---- | ---- | ---- | ---- |
| 200  | 207  | 198  | 215  | 187  | 216  | 202  | 190  | 204  |

| 1856 | 1861 | 1866 | 1872 | 1876 | 1881 | 1886 | 1891 | 1896 |
| ---- | ---- | ---- | ---- | ---- | ---- | ---- | ---- | ---- |
| 209  | 222  | 215  | 216  | 206  | 206  | 208  | 201  | 202  |

| 1901 | 1906 | 1911 | 1921 | 1926 | 1931 | 1936 | 1946 | 1954 |
| ---- | ---- | ---- | ---- | ---- | ---- | ---- | ---- | ---- |
| 185  | 197  | 184  | 152  | 135  | 128  | 135  | 129  | 117  |

| 1962 | 1968 | 1975 | 1982 | 1990 | 1999 | 2005 | 2006 | 2010 |
| ---- | ---- | ---- | ---- | ---- | ---- | ---- | ---- | ---- |
| 124  | 94   | 64   | 86   | 78   | 99   | 117  | 118  | 119  |

| 2015 | 2020 | 2022 | - | - | - | - | - | - |
| ---- | ---- | ---- | - | - | - | - | - | - |
| 126  | 115  | 110  | - | - | - | - | - | - |

### Enseignement
La commune ne possède pas de lieu d'enseignement.

### Médias
La commune est couverte par les médias suivants : La Nouvelle République du Centre-Ouest, Le Berry républicain, L'Écho - La Marseillaise, La Bouinotte, Le Petit Berrichon, France 3 Centre-Val de Loire, Berry Issoudun Première, Vibration, Forum, France Bleu Berry et RCF en Berry.

## Économie
La commune se situe dans l’aire urbaine d'Issoudun, dans la zone d’emploi d'Issoudun et dans le bassin de vie d'Issoudun.
La commune se trouve dans l'aire géographique et dans la zone de production du lait, de fabrication et d'affinage du fromage Valençay.
La culture de la lentille verte du Berry est présente dans la commune.
Cinq éoliennes sont installées sur le territoire de la commune.

## Culture locale et patrimoine
- Église
- Monument aux morts